# Sainte-Colombe-des-Bois
Sainte-Colombe-des-Bois település Franciaországban, Nièvre megyében. Lakosainak száma 139 fő (2022. január 1.). Sainte-Colombe-des-Bois Donzy, Cessy-les-Bois, Châteauneuf-Val-de-Bargis, Suilly-la-Tour és Vielmanay községekkel határos.

## Népesség
A település népessége az elmúlt években az alábbi módon változott:
| Lakosok száma | 115  | 120  | 128  | 132  | 133  | 135  | 136  | 137  | 139  |
|               | 2013 | 2015 | 2016 | 2017 | 2018 | 2019 | 2020 | 2021 | 2022 |